# Chimarra cubanorum
Chimarra cubanorum är en nattsländeart som beskrevs av Lazar Botosaneanu 1980. Chimarra cubanorum ingår i släktet Chimarra och familjen stengömmenattsländor. Inga underarter finns listade i Catalogue of Life.